# Гловацкий, Ян Непомуцен
Ян Непомуцен Гловацкий (пол. Jan Nepomucen Głowacki; 1802, Краков — 28 июля 1847, там же) — один из самых известных польских художников-пейзажистов первой половины XIX века.

## Биография
Искусству живописи учился у Антония Бродовского и Юзефа Пешки. После окончания краковской Школы изящных искусств, продолжил обучения в Праге, Вене, Мюнхене и Риме.
После возвращения в 1828 г. на родину, поселился в Кракове. Преподавал живопись и рисунок в Лицее св. Анны. Позже — профессор краковской Школы изящных искусств.

## Творчество
Яркий представитель эпохи романтизма в польской живописи. В основном, писал картины с видами Татр, Кракова и его окрестностей. В частности, им создано 24 картины с видами города и Краковских околиц, которые в 1836 г. были выпущены в виде литографий.
Кроме того, рисовал миниатюрные женские портреты и полотна на религиозную тему. В портретных работах художника ощутимо влияние венской школы живописи.

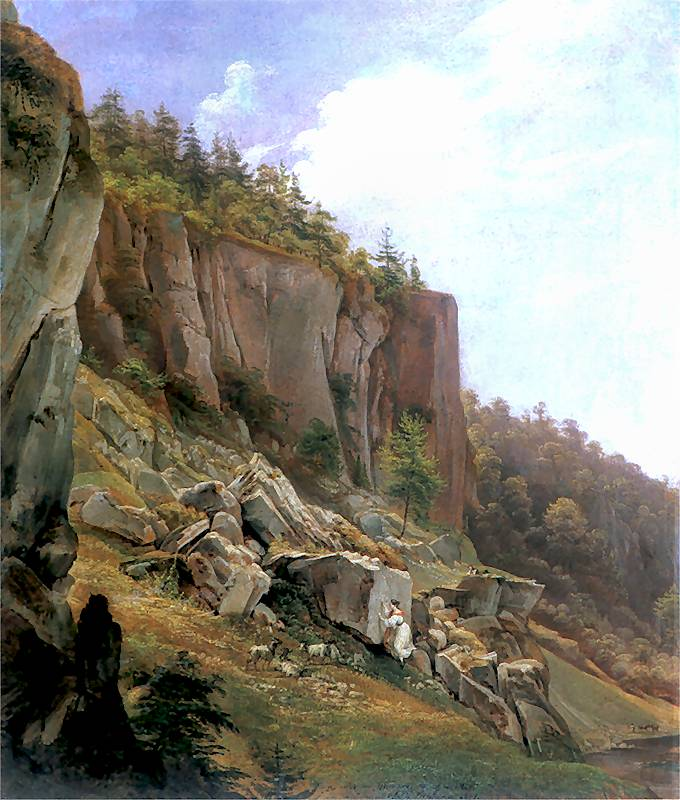
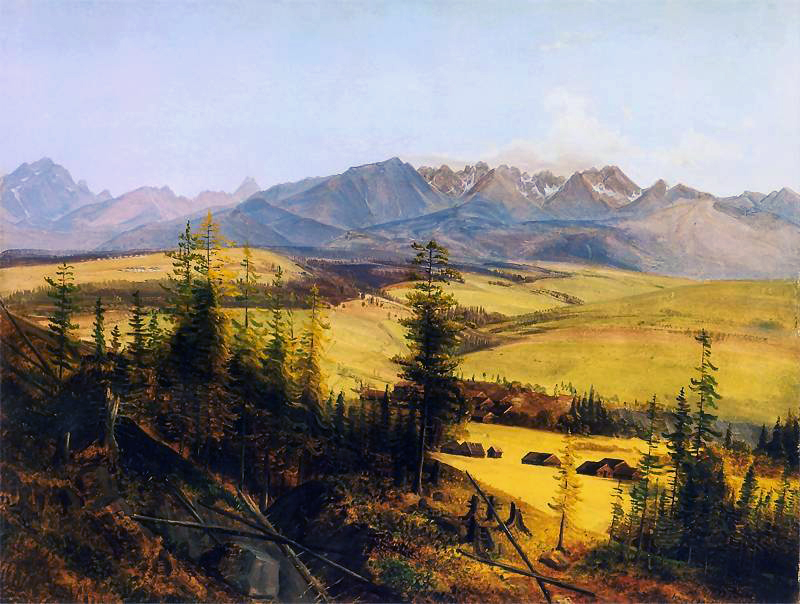
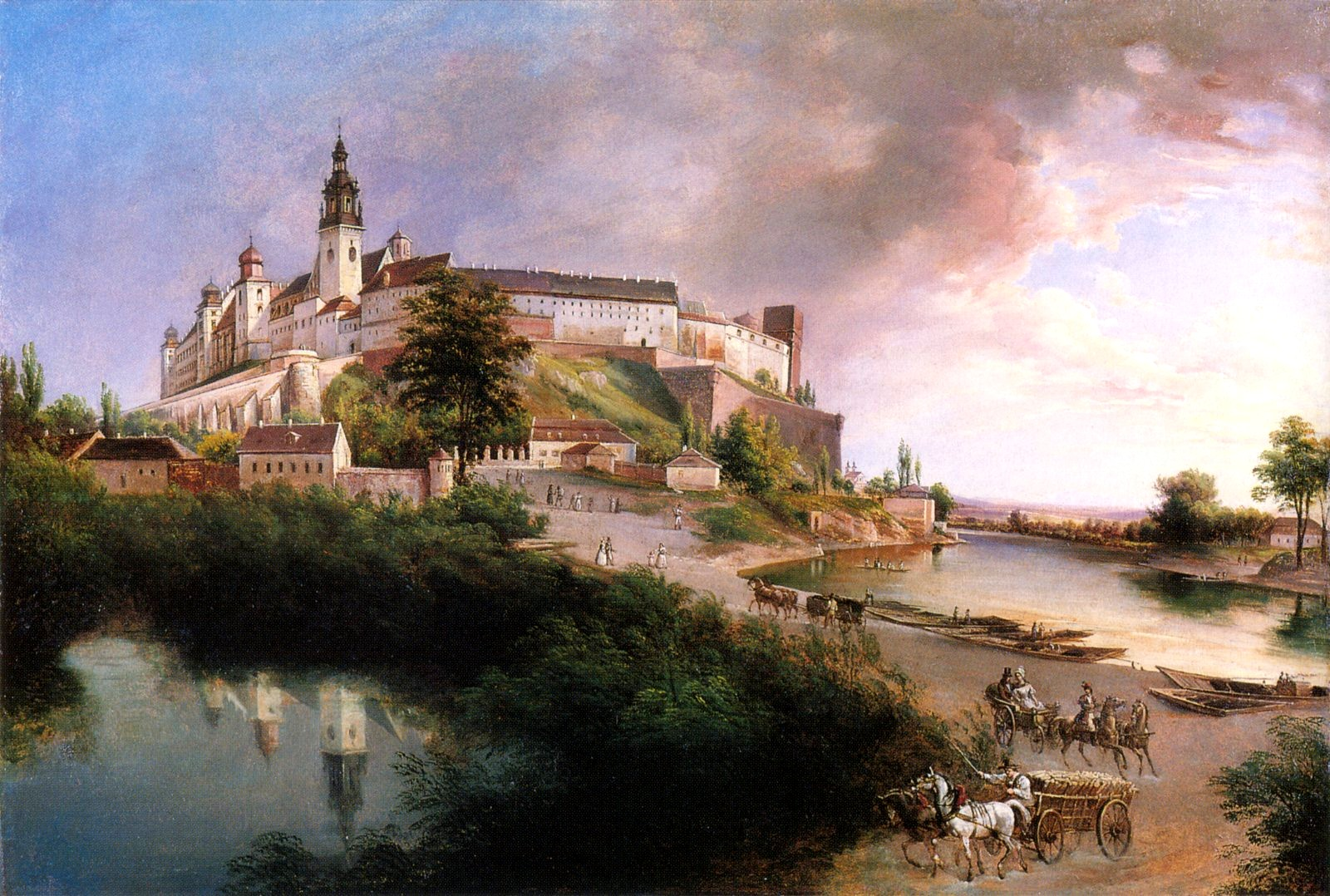
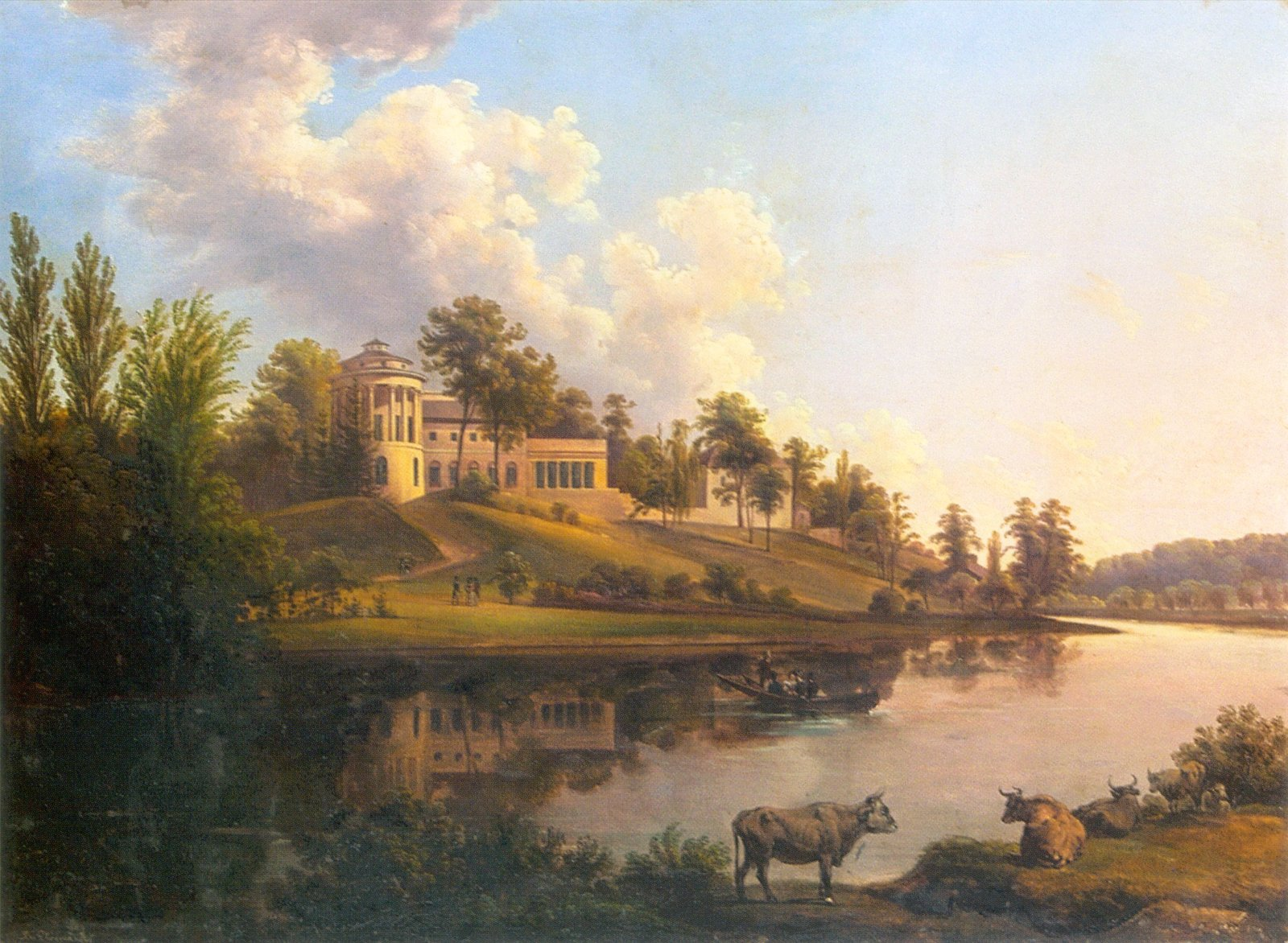
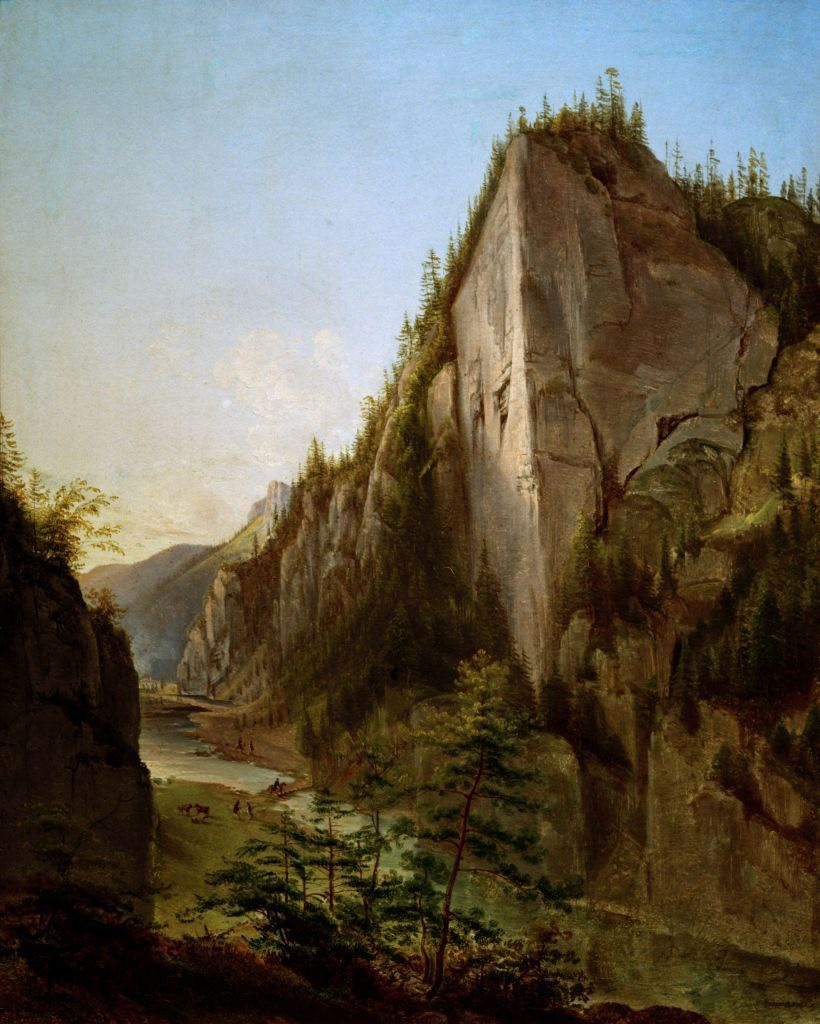